# Возгрин, Валерий Евгеньевич
Вале́рий Евге́ньевич Возгри́н (25 июня 1939, Симферополь, РСФСР, СССР — 9 января 2020, Санкт-Петербург, Россия) — советский и российский историк. Доктор исторических наук, профессор кафедры истории Нового и новейшего времени Санкт-Петербургского государственного университета, директор Научно-исследовательского центра «Меншиковский институт». Член королевской Датской академии наук.

## Биография
В 1957 году окончил Евпаторийскую мореходную школу, до 1962 года работал матросом, а после боцманом на судах дальнего плавания Черноморского государственного морского пароходства.
В 1967 году окончил исторический факультет Ленинградского государственного университета. В 1970 году стал старшим, а позднее ведущим научным сотрудником Ленинградского отделения Института истории СССР. В 1977 году защитил кандидатскую диссертацию «Русско-датский союз в Великой Северной войне (1697—1716)» (научный руководитель профессор И. П. Шаскольский). В 1988 году ему было присвоено учёное звание старшего научного сотрудника.
В 1989 году защитил докторскую диссертацию «Россия и европейские страны в годы Северной войны (история дипломатических отношений в 1697—1710 гг.)». В 1991 году был избран членом Королевской датской Академии наук.
С 1998 года — директор Научно-исследовательского центра «Меншиковский институт». С 2006 года — доцент, затем профессор кафедры истории Нового и новейшего времени Санкт-Петербургского государственного университета.
В 2015 году перенёс инсульт. В начале января 2020 года попал с инсультом в реанимацию. Скончался в ночь с 9 на 10 января. В Санкт-Петербурге 13 января прошло прощание. Возгрин завещал половину своего праха похоронить в Крыму, другую — в Санкт-Петербурге.
Был женат на писательнице Елене Чижовой (род. 1957), в браке родилась дочь Александра Возгрина.
Вдова — жена с 2017 года — финская исследовательница Виена-Туули Васара-Возгрина.
В 2019 году награждён знаком «За заслуги перед крымскотатарским народом».

## Научная деятельность
В сферу научных интересов профессора входили история дипломатии Нового времени, Россия XVIII века, история Крымского ханства, история европейского крестьянства, история Гренландии, история дипломатии и культуры скандинавских стран. В. Е. Возгрин являлся признанным экспертом по теме российско-скандинавских отношений XVII—XVIII веков, по которым защитил кандидатскую и докторскую диссертации, а также сделал основную часть научных публикаций.
К 2014 году Возгрин автор 187 работ, из которых 12 монографий и учебных пособий. Его работы издавались в России, Украине, Дании, Норвегии, Германии, Эстонии, Финляндии, Турции, Италии.

## Политическая деятельность
Валерий Возгрин был избран в члены Меджлиса крымскотатарского народа. Согласно официальному сайту Меджлиса, Возгрин являлся его представителем в Санкт-Петербурге.

## Критика трудов по истории Крыма и общественные протесты в связи с ними
История крымских татар стала в постсоветский период основным содержанием исследовательского поиска Возгрина, что нашло отражение в соответствующих монографических изданиях. Как пишут крымские историки А. А. Непомнящий и А. В. Севастьянов, основным тезисом этих изысканий «является идея утверждения крымских татар как „коренного народа“ Крыма со времен античности», а «сами по себе эти построения уже неоднократно были опровергнуты крымским научным сообществом». В частности, заведующий кафедрой истории древнего мира и средних веков ТНУ кандидат исторических наук Александр Герцен и доктор исторических наук Игорь Храпунов в своей отрицательной рецензии на труд «Исторические судьбы крымских татар» писали об «огромном количестве неточностей, ошибок, откровенных подтасовок» в указанной работе.
Кандидат исторических наук В. А. Артамонов оценивает четырёхтомную работу Возгрина «История крымских татар» как основанную на «непримиримом отторжении истории России» «тенденциозную публицистику», в ущерб научности которой пошли «пристрастность, некритическое отношение к исторической литературе и источникам, неточности, ошибки и попытка охватить все сферы жизни народа».
Книга Возгрина «История крымских татар» (2013 г.) вызвала в Крыму протесты ряда пророссийских организаций и обвинения в разжигании межнациональной и межрелигиозной розни. Пресс-секретарь Меджлиса Лилия Муслимова отвергла выдвинутые пророссийскими активистами обвинения в том, что работа Валерия Возгрина является политическим заказом. По её словам, «ученый работал над трудом около 20 лет, по крупицам собирая необходимую информацию», отметив при этом, что издание книги «стало возможным благодаря поддержке спонсоров из числа крымских татар».

## Основные работы

### Книги
- Гренландия и гренландцы. — М.: Мысль, 1984. — 160 с.
- Россия и европейские страны в годы Северной войны (история дипломатических отношений в 1697—1710 гг.). — Л.: Наука, 1986. — 296 с.
- Исторические судьбы крымских татар. М., 1992.
- Империя и Крым — долгий путь к геноциду. Бахчисарай, 1994
- Год 1725. Документальная хроника. СПб., 2007.
- Возгрин В. Е. История крымских татар: в 4-х томах. — СПб., 2013. — ISBN 978-966-354-569-1.
- Из истории конституционного строительства в Западной Европе в Новое и новейшее время / под ред. А. В. Смолина. СПб.: Изд-во РХГА, 2014. 353 c. (в соавторстве)
- Немецкие колонисты и коренной народ Крыма в национальной политике Российской империи. СПб.: Изд-во РХГА, 2015
- От национальных государств к единой Европе: проблемы европейской интеграции в XIX—XXI вв. СПб.: Изд-во РХГА, 2016. 620 c. (в соавторстве)
- Norden i russisk historie. Oslo, 1991.

### Статьи
- Барышников В. Н., Возгрин В. Е. Россия и Германия глазами молодых историков // Вестник Санкт-Петербургского университета. Серия 2. История. — 2014. — № 1. — С. 202—203.
- Богданов А. П., Возгрин В. Е. Московское восстание 1682 г. глазами датского посла // Вопросы истории. — 1986. — № 3. — С. 78—91.
- Возгрин В. Е. Грамоты великого князя Василия III сборщикам дани в Лопской земле // Вспомогательные исторические дисциплины. — 1998. — Т. 26. — С. 125—135.
- Возгрин В. Е. Гренландские норманны // Вопросы истории. — 1987. — № 2. — С. 184—188.
- Возгрин В. Е. Гренландцы // Расы и народы. Современные этнические и расовые проблемы. — 1983. — №. 13. — С. 216—224.
- Возгрин В. Е. Заключение русско-датского союзного договора 1709 г. // Исторические записки. — 1974. — Т. 93.
- Возгрин В. Е. Копенгагенский университет и духовная культура Дании (XV—XVII вв.) // Городская культура: Средневековье и начало нового времени. — 1986. — С. 152—181.
- Возгрин В. Е. Петровская эпоха в новейшей скандинавской историографии // История СССР. — 1981. — № 3.
- Возгрин В. Е. Рабство в странах Чёрного моря (позднее Средневековье-Новое время) // Вестник Санкт-Петербургского университета. Серия 2. История. — 2011. — Вып. 3. — С. 90—100.
- Возгрин В. Е. Сведения о России XVI—XVIII вв. в переписке датских послов // Археографический ежегодник за 1981 г. — М.: Наука, 1982. — С. 148—151.
- Возгрин В. Е. Травентальский мирный договор и его значение в истории Северной войны // Скандинавский сборник. — Таллин, 1975. — Т. 20. — С. 81—91.
- Возгрин В. Е., Шаскольский И. П. Шведская карта низовий Невы 1640-х годов // Вспомогательные исторические дисциплины. — 1981. — Т. 12. — С. 271—281.